# Olympische Sommerspiele 2024/Leichtathletik – 1500 m (Frauen)
Der 1500-Meter-Lauf der Frauen bei den Olympischen Spielen 2024 in Paris fand zwischen dem 6. August 2024 und dem 10. August 2024 im Stade de France statt.

## Aktuelle Titelträgerinnen
| Olympiasiegerin                        | Faith Kipyegon ( Kenia)               | 3:53,11 min | Tokio 2020     |
| Weltmeisterin                          | Faith Kipyegon ( Kenia)               | 3:54,87 min | Budapest 2023  |
| Europameisterin                        | Ciara Mageean ( Irland)               | 4:04,66 min | Rom 2024       |
| Nord-/Zentralamerika-/Karibikmeisterin | Heather MacLean ( Vereinigte Staaten) | 4:04,53 min | Freeport 2022  |
| Südamerikameisterin                    | Fedra Luna ( Argentinien)             | 4:14,52 min | São Paulo 2023 |
| Asienmeisterin                         | Nozomi Tanaka ( Japan)                | 4:06,75 min | Bangkok 2023   |
| Afrikameisterin                        | Saron Berhe ( Äthiopien)              | 4:06,05 min | Douala 2024    |
| Ozeanienmeisterin                      | Laura Nagel ( Neuseeland)             | 4:22,10 min | Suva 2024      |

## Rekorde

### Bestehende Rekorde
| Weltrekord         | Faith Kipyegon ( Kenia) | 3:49,04 min | Paris, Frankreich   | 7. Juli 2024   |
| Olympischer Rekord | Faith Kipyegon ( Kenia) | 3:53,11 min | Finale Tokio, Japan | 6. August 2021 |

### Rekordverbesserungen
Es wurden während des Wettkampfes ein neuer Olympiarekord sowie sechs neue Nationalrekorde aufgestellt.
- Olympiarekord:
  - 3:51,29 min – Faith Kipyegon (Kenia), Finale am 10. August 2024
- Nationalrekorde:
  - 4:02,20 min – Maia Ramsden (Neuseeland), Halbfinallauf 1 am 8. August 2024
  - 3:56,69 min – Agathe Guillemot (Frankreich), Halbfinallauf 2 am 8. August 2024
  - 3:57,31 min – Weronika Lizakowska (Polen), Halbfinallauf 2 am 8. August 2024
  - 3:57,75 min – Marta Pérez (Spanien), Halbfinallauf 2 am 8. August 2024
  - 3:58,11 min – Sintayehu Vissa (Italien), Halbfinallauf 2 am 8. August 2024
  - 3:52,61 min – Georgia Bell (Großbritannien), Finale am 10. August 2024

## Vorläufe
6. August 2024, 10:05 Uhr
Für das Halbfinale qualifizierten sich die ersten sechs Athletinnen aller drei Vorläufe. Neben diesen konnten sich Athletinnen auf Basis der Entscheidung eines Kampfrichters oder einer Berufungsjury für das Halbfinale qualifizieren. Alle restlichen Athletinnen mit gültigen Leistungen (nicht DSQ, DNF oder DNS) qualifizierten sich für die Hoffnungsrunde.

### Vorlauf 1
| Rang | Athletin             | Nation             | Zeit (min) | Anmerkung |
| ---- | -------------------- | ------------------ | ---------- | --------- |
| 1    | Gudaf Tsegay         | Äthiopien          | 3:58,84    | Q         |
| 2    | Laura Muir           | Großbritannien     | 3:58,91    | Q         |
| 3    | Susan Lokayo Ejore   | Kenia              | 3:59,01    | Q         |
| 4    | Georgia Griffith     | Australien         | 3:59,217   | Q         |
| 5    | Agathe Guillemot     | Frankreich         | 3:59,220   | Q         |
| 6    | Emily Mackay         | Vereinigte Staaten | 3:59,63    | Q         |
| 7    | Sophie O’Sullivan    | Irland             | 4:00,23    | Re, PB    |
| 8    | Sintayehu Vissa      | Italien            | 4:00,69    | Re, PB    |
| 9    | Águeda Marqués       | Spanien            | 4:01,60    | Re, PB    |
| 10   | Lucia Stafford       | Kanada             | 4:02,22    | Re, SB    |
| 11   | Nozomi Tanaka        | Japan              | 4:04,28    | qR        |
| 12   | Vera Hoffmann        | Luxemburg          | 4:07,64    | Re        |
| 13   | Adelle Tracey        | Jamaika            | 4:09,33    | Re, SB    |
| 14   | Aleksandra Płocińska | Polen              | 4:10,12    | Re        |
| 15   | Joselyn Brea         | Venezuela          | 4:13,77    | Re        |

### Vorlauf 2
| Rang | Athletin            | Nation             | Zeit (min) | Anmerkung |
| ---- | ------------------- | ------------------ | ---------- | --------- |
| 1    | Diribe Welteji      | Äthiopien          | 3:59,73    | Q         |
| 2    | Georgia Bell        | Großbritannien     | 4:00,29    | Q         |
| 3    | Nikki Hiltz         | Vereinigte Staaten | 4:00,42    | Q         |
| 4    | Faith Kipyegon      | Kenia              | 4:00,74    | Q         |
| 5    | Weronika Lizakowska | Polen              | 4:01,54    | Q, PB     |
| 6    | Maia Ramsden        | Neuseeland         | 4:02,83    | Q         |
| 7    | Sarah Healy         | Irland             | 4:02,91    | Re        |
| 8    | Linden Hall         | Australien         | 4:03,89    | Re        |
| 9    | Simone Plourde      | Kanada             | 4:06,59    | Re        |
| 10   | Esther Guerrero     | Spanien            | 4:06,60    | Re        |
| 11   | Nele Weßel          | Deutschland        | 4:08,55    | Re        |
| 12   | Sara Lappalainen    | Finnland           | 4:08,66    | Re        |
| 13   | Yume Gotō           | Japan              | 4:09,41    | Re, PB    |
| 14   | Federica Del Buono  | Italien            | 4:10,14    | Re        |
| 15   | María Pía Fernández | Uruguay            | 4:19,30    | Re        |

### Vorlauf 3
| Rang | Athletin                | Nation               | Zeit (min) | Anmerkung |
| ---- | ----------------------- | -------------------- | ---------- | --------- |
| 1    | Nelly Chepchirchir      | Kenia                | 4:02,67    | Q         |
| 2    | Jessica Hull            | Australien           | 4:02,70    | Q         |
| 3    | Elle Purrier St. Pierre | Vereinigte Staaten   | 4:03,22    | Q         |
| 4    | Klaudia Kazimierska     | Polen                | 4:03,49    | Q         |
| 5    | Salomé Afonso           | Portugal             | 4:04,42    | Q, PB     |
| 6    | Marta Pérez             | Spanien              | 4:04,94    | Q         |
| 7    | Kristiina Sasínek Mäki  | Tschechien           | 4:06,07    | Re        |
| 8    | Revée Walcott-Nolan     | Großbritannien       | 4:06,44    | Re        |
| 9    | Elise Vanderelst        | Belgien              | 4:06,95    | Re        |
| 10   | Winnie Nanyondo         | Uganda               | 4:07,06    | Re        |
| 11   | Birke Haylom            | Äthiopien            | 4:07,15    | Re        |
| 12   | Kate Current            | Kanada               | 4:09,81    | Re        |
| 13   | Ludovica Cavalli        | Italien              | 4:11,68    | Re        |
| 14   | Farida Abaroge          | Refugee Olympic Team | 4:29,27    | Re, SB    |

## Hoffnungsrunde
7. August 2024, 12:45 Uhr
Für das Halbfinale qualifizierten sich die ersten drei Athletinnen der beiden Hoffnungsläufe.

### Hoffnungslauf 1
| Rang | Athletin           | Nation               | Zeit (min) | Anmerkung |
| ---- | ------------------ | -------------------- | ---------- | --------- |
| 1    | Birke Haylom       | Äthiopien            | 4:01,47    | Q         |
| 2    | Ludovica Cavalli   | Italien              | 4:02,46    | Q         |
| 3    | Esther Guerrero    | Spanien              | 4:03,15    | Q         |
| 4    | Sophie O’Sullivan  | Irland               | 4:03,73    |           |
| 5    | Lucia Stafford     | Kanada               | 4:04,26    |           |
| 6    | Joselyn Brea       | Venezuela            | 4:05,93    |           |
| 7    | Federica Del Buono | Italien              | 4:06,00    |           |
| 8    | Winnie Nanyondo    | Uganda               | 4:06,35    |           |
| 9    | Nele Weßel         | Deutschland          | 4:07,22    |           |
| 10   | Kate Current       | Kanada               | 4:08,91    |           |
| 11   | Yume Gotō          | Japan                | 4:10,40    |           |
| 12   | Farida Abaroge     | Refugee Olympic Team | 4:30,53    |           |
|      | Sara Lappalainen   | Finnland             | DNS        |           |

### Hoffnungslauf 2
| Rang | Athletin               | Nation         | Zeit (min) | Anmerkung |
| ---- | ---------------------- | -------------- | ---------- | --------- |
| 1    | Sintayehu Vissa        | Italien        | 4:06,71    | Q         |
| 2    | Revée Walcott-Nolan    | Großbritannien | 4:06,73    | Q         |
| 3    | Águeda Marqués         | Spanien        | 4:07,05    | Q         |
| 4    | Sarah Healy            | Irland         | 4:07,60    |           |
| 5    | Kristiina Sasínek Mäki | Tschechien     | 4:07,80    |           |
| 6    | Simone Plourde         | Kanada         | 4:08,49    |           |
| 7    | Elise Vanderelst       | Belgien        | 4:08,86    |           |
| 8    | Linden Hall            | Australien     | 4:09,05    |           |
| 9    | Aleksandra Płocińska   | Polen          | 4:09,47    |           |
| 10   | Vera Hoffmann          | Luxemburg      | 4:11,28    |           |
| 11   | Adelle Tracey          | Jamaika        | 4:14,52    |           |
| 12   | María Pía Fernández    | Uruguay        | 4:16,46    |           |

## Halbfinale
8. August 2024, 19:35 Uhr
Für das Finale qualifizierten sich die ersten sechs Athletinnen der beiden Läufe.

### Lauf 1
| Rang | Athletin                | Nation             | Zeit (min) | Anmerkung |
| ---- | ----------------------- | ------------------ | ---------- | --------- |
| 1    | Faith Kipyegon          | Kenia              | 3:58,64    | Q         |
| 2    | Georgia Bell            | Großbritannien     | 3:59,49    | Q         |
| 3    | Elle Purrier St. Pierre | Vereinigte Staaten | 3:59,74    | Q         |
| 4    | Laura Muir              | Großbritannien     | 3:59,83    | Q         |
| 5    | Klaudia Kazimierska     | Polen              | 4:00,21    | Q, PB     |
| 6    | Águeda Marqués          | Spanien            | 4:01,90    | Q         |
| 7    | Esther Guerrero         | Spanien            | 4:01,94    |           |
| 8    | Maia Ramsden            | Neuseeland         | 4:02,20    | NR        |
| 9    | Georgia Griffith        | Australien         | 4:02,69    |           |
| 10   | Birke Haylom            | Äthiopien          | 4:03,11    |           |
| 11   | Nelly Chepchirchir      | Kenia              | 4:03,24    |           |
| 12   | Ludovica Cavalli        | Italien            | 4:03,59    |           |

### Lauf 2
| Rang | Athletin            | Nation             | Zeit (min) | Anmerkung |
| ---- | ------------------- | ------------------ | ---------- | --------- |
| 1    | Diribe Welteji      | Äthiopien          | 3:55,10    | Q         |
| 2    | Jessica Hull        | Australien         | 3:55,40    | Q         |
| 3    | Nikki Hiltz         | Vereinigte Staaten | 3:56,17    | Q         |
| 4    | Gudaf Tsegay        | Äthiopien          | 3:56,41    | Q         |
| 5    | Susan Lokayo Ejore  | Kenia              | 3:56,57    | Q, PB     |
| 6    | Agathe Guillemot    | Frankreich         | 3:56,69    | Q, NR     |
| 7    | Weronika Lizakowska | Polen              | 3:57,31    | NR        |
| 8    | Marta Pérez         | Spanien            | 3:57,75    | NR        |
| 9    | Revée Walcott-Nolan | Großbritannien     | 3:58,08    | PB        |
| 10   | Sintayehu Vissa     | Italien            | 3:58,11    | NR        |
| 11   | Nozomi Tanaka       | Japan              | 3:59,70    | SB        |
| 12   | Salomé Afonso       | Portugal           | 3:59,96    | PB        |
| 13   | Emily Mackay        | Vereinigte Staaten | 4:02,03    |           |

## Finale
10. August 2024, 20:15 Uhr
| Rang | Athletin                | Nation             | Zeit (min) | Anmerkung |
| ---- | ----------------------- | ------------------ | ---------- | --------- |
| 1    | Faith Kipyegon          | Kenia              | 3:51,29    | OR        |
| 2    | Jessica Hull            | Australien         | 3:52,56    |           |
| 3    | Georgia Bell            | Großbritannien     | 3:52,61    | NR        |
| 4    | Diribe Welteji          | Äthiopien          | 3:52,75    | PB        |
| 5    | Laura Muir              | Großbritannien     | 3:53,37    | PB        |
| 6    | Susan Lokayo Ejore      | Kenia              | 3:56,07    | PB        |
| 7    | Nikki Hiltz             | Vereinigte Staaten | 3:56,38    |           |
| 8    | Elle Purrier St. Pierre | Vereinigte Staaten | 3:57,52    |           |
| 9    | Agathe Guillemot        | Frankreich         | 3:59,08    |           |
| 10   | Klaudia Kazimierska     | Polen              | 4:00,12    | PB        |
| 11   | Águeda Marqués          | Spanien            | 4:00,31    | PB        |
| 12   | Gudaf Tsegay            | Äthiopien          | 4:01,27    |           |